# Karl Oskar Blase
Karl Oskar Blase nació en el 24 de marzo de 1925 en Colonia. Es un reconocido gráfico alemán y profesor.
Es conocido por numerosas estampillas, pósteres y logos como también catálogos de exposiciones.

## Honores
Cruz al mérito federal (en alemán, Verdienstorden der Bundesrepublik Deutschland).

## Selección de las obras

### Sellos

Estampillas de RFA
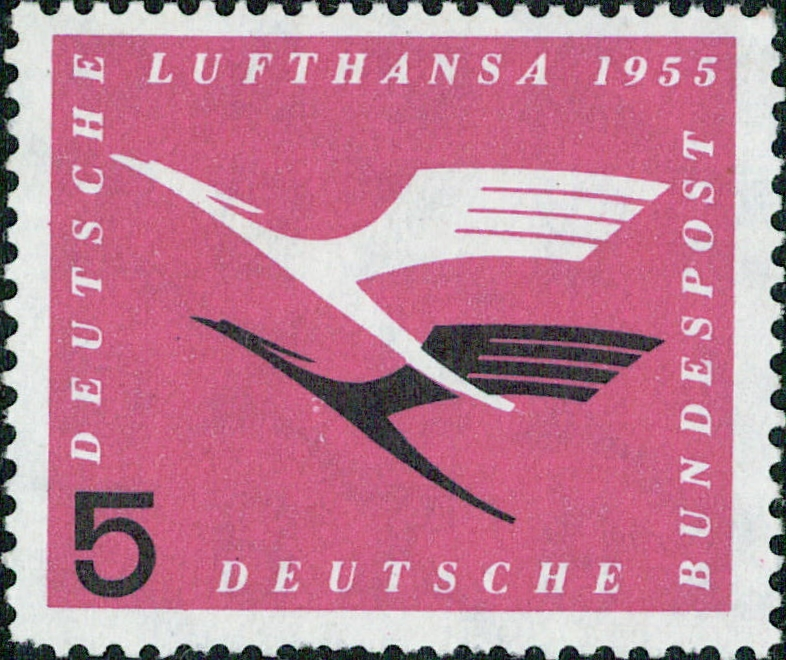
Lufthansa (1955)
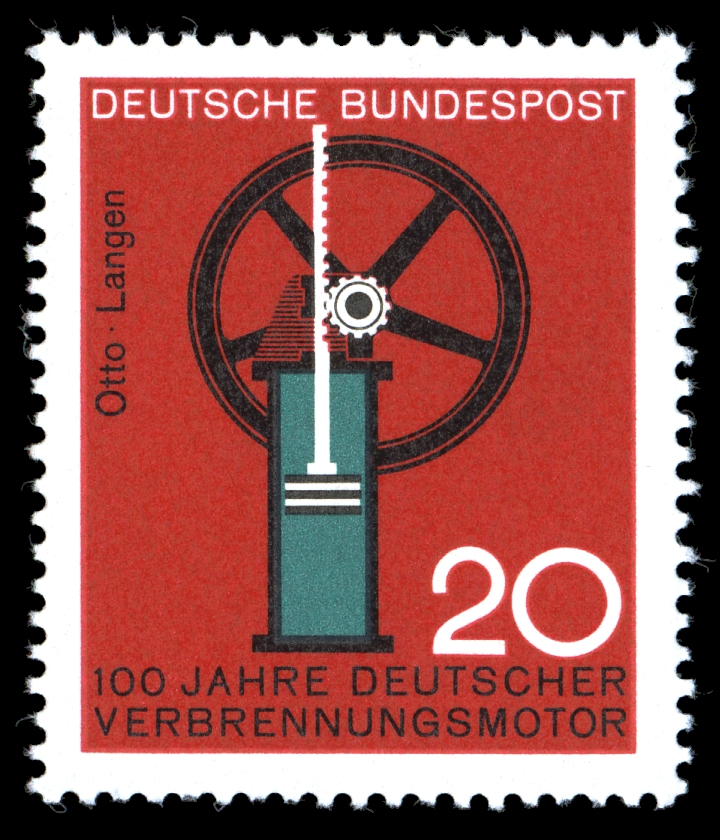
Avances en la técnica y la ciencia. Centenario del motor de combustión (1964)
Avances en la técnica y la ciencia. 75 años del sistema trifásico (1966)
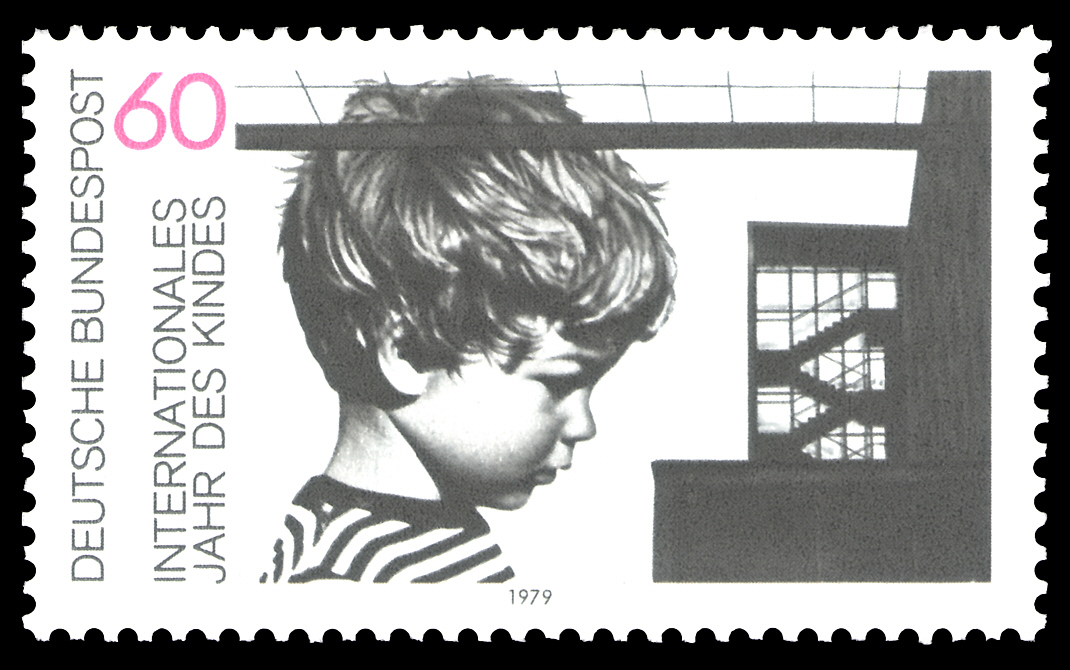
Año Internacional del Niño (1979)

### Publicaciones
- Blase, Karl Oskar (1991). Texte über Kunst und visuelle Kommunikation (en alemán). München: Kasseler Semesterbücher. p. 216. ISBN 3-88960-021-2.
- Blase, Karl Oskar (2006). Wollten wir nicht Bilder machen? Künstlertagebuch eines langen Abschieds (en alemán). Kassel: Euregio-Verl. p. 192. ISBN 978-3-933617-25-5.
- Blase, Karl Oskar (1981).  Verein für Briefmarkenkunde 1881 Kassel e.V., ed. Briefmarken-Design (en alemán). Guxhagen: Verlag für Philatelist. Literatur. p. 80. «Hrsg. anlässl. d. Vereinsjub. 100 Jahre Kasseler Philatelie 1881 - 1981.»